# Trichotheristus floridanus
Trichotheristus floridanus is een rondwormensoort uit de familie van de Xyalidae. De wetenschappelijke naam van de soort is voor het eerst geldig gepubliceerd in 1967 door Wieser & Hopper.